# Löcknitzer See
Der Löcknitzer See ist ein See bei Löcknitz im Landkreis Vorpommern-Greifswald in Mecklenburg-Vorpommern.
Das etwa 44 Hektar große Gewässer befindet sich im Gemeindegebiet von Löcknitz. Am nordwestlichen Ufer liegt der namensgebende Ort Löcknitz mit Badestrand. Im Südwesten grenzt von Entwässerungsgräben durchzogenes Wiesenland des Randow-Urstromtales, das hier zum Teil zur Gemeinde Bergholz gehört, an das Gewässer. Waldflächen befinden sich im Norden, Osten und am steilen Südufer. Von Osten fließt dem Löcknitzer See der Schillerbach zu. Die Randow, die den Löcknitzer See früher durchfloss, wird im Südwesten an ihm vorbeigeführt. Die alte Mündung der Randow ist mit einem Erdwall verschlossen. Über einen kurzen Verbindungskanal mit Staustufe fließt das Wasser des Sees in die Randow. Im mittleren Teil des Sees befindet sich eine bewaldete Insel. Die maximale Ausdehnung des Löcknitzer Sees beträgt etwa 1500 mal 380 Meter. Der See ist zum Angeln ausgewiesen und beherbergt Fischarten wie Hecht, Zander, Aal, Weißfische und Karpfen.